# 弟茂德·彌額爾·多蘭

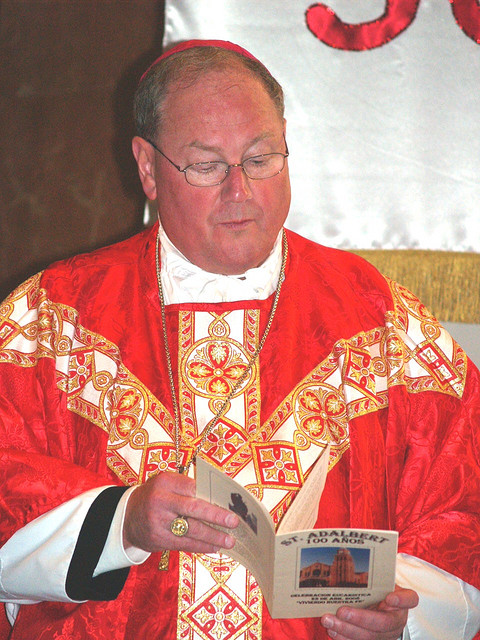
弟茂德·彌額爾·多蘭枢机

弟茂德·彌額爾·多蘭（英語：Timothy Michael Dolan；1950年2月6日—），天主教会枢机，美国人，现任天主教纽约总教区总主教。
杜兰出生于美国圣路易斯，于1976年6月19日晋铎，2001年8月15日晋牧。2002年至2009年间，他曾担任天主教密尔沃基总教区总主教。2009年2月23日起出任天主教纽约总教区总主教。2012年2月18日被教宗本笃十六世擢升为枢机。

## 牧徽

弟茂德·多兰枢机牧徽